# Europavej E5
E5 er en europavej der begynder i Greenock i Skotland og ender i Algeciras i Spanien. Undervejs går den blandt andet gennem: Glasgow og Gretna i Skotland; Carlisle, Penrith, Preston, Warrington, Birmingham, Newbury og Southampton i England ...(ingen direkte forbindelse)... Le Havre, Paris, Orléans, Tours, Poitiers og Bordeaux i Frankrig; San Sebastián, Burgos, Madrid, Cordoba, Sevilla og Cádiz i Spanien.